# Mauro Matos
Mauro Matos (Castelli, Buenos Aires; Argentina, 6 de agosto de 1982) es un exfutbolista argentino que jugaba de centrodelantero. Se retiró en 2020, cuando jugaba en Barracas Central de la Primera Nacional.
Su hermano, Sebastián Matos, también es futbolista y juega para San Martín de Tucumán.

## Trayectoria

### Lezama Fútbol Club
Con tan solo 17 años, Mauro comenzaba a dar sus primeros pasos en la Liga Chascomunense. En su primer campeonato con el LEFU (Lezama Fútbol Club) se coronaba campeón y goleador del torneo con 12 goles, destacándose y siendo figuras junto a su hermano en el equipo dirigido por Roberto Palacios. Luego de la consagración de este equipo de solo 10 años de trayectoria marcó 8 goles en 12 partidos en el Torneo Argentino B.

### J. J. Urquiza
Comenzó su carrera como futbolista profesional en Justo José de Urquiza, de la Primera C, en 2006. Jugó allí solo por una temporada, la 2006/07, cuando el Celeste llegó a disputar el Torneo Reducido, cayendo en Cuartos de final frente a General Lamadrid por 3-4, luego de empatar 0-0 en los 90 minutos reglamentarios y en los 30 del tiempo suplementario. En aquella temporada disputó 37 partidos y marcó 17 goles.

### Deportivo Armenio
En 2007 fue transferido a Deportivo Armenio que jugaba en la Primera B. Luego de terminar en séptima posición en la temporada 2007/08, volvió a disputar el Torneo Reducido, donde otra vez cayó, en esta ocasión en semifinales, frente a Los Andes, luego de igualar 0-0 en la ida y perder 0-1 en la revancha. En Deportivo Armenio jugó 28 partidos marcando 23 goles.

### Arsenal de Sarandi
Tras finalizar el Torneo Reducido con Deportivo Armenio mediados del 2008, fue fichado por Arsenal, de la Primera División. Debutó en el primer equipo el día 16 de agosto del mismo año, en la derrota de su equipo frente a Tigre por 2-1. 
Su primer gol en Primera División lo convirtió una semana después, el día 23, frente a Godoy Cruz, faltando cinco minutos para la finalización del partido, dándole un agónico triunfo a su equipo. En su primera temporada en primera, disputó 25 partidos y metió solo cuatro goles.

### All Boys
A comienzos de 2010, pasó a All Boys, que en ese momento disputaba la temporada 2009/10 de la Primera B Nacional. Debutó en el Albo el día 30 de enero, ingresando como suplente por su compañero Agustín Torassa a los 76 minutos de partido. 
Su primer gol en el club lo hizo el 6 de febrero frente a Ferro Carril Oeste, partido en el que también estuvo de suplente. El tanto fue en la segunda etapa, en tiempo de descuento, sentenciando el resultado final a favor por 2-0.
En dicho campeonato, alcanzó con All Boys el cuarto lugar de la tabla de posiciones, ingresando así a la zona de promoción para obtener un lugar en Primera División. Los encuentros se jugaron frente a Rosario Central. La ida, disputada en el Estadio Islas Malvinas y en donde Matos convirtió el gol de su equipo, terminó igualada 1-1. La revancha, disputada en el Gigante de Arroyito, de Rosario, finalizó con un marcador 3-0 a favor del Albinegro, logrando así el ascenso a Primera División.

### Breve paso por México
El 10 de enero de 2013 luego del escándalo que casi hace frustrar su pase al fútbol mexicano, el delantero Mauro Matos solucionó su problema con la visa de trabajo y viajó a tierra azteca para sumarse al San Luis Fútbol Club a préstamo por diez meses.
El 23 de enero convierte su primer gol oficial con la camiseta del San Luis por la Copa México. En San Luis jugó por solo seis meses un total de 12 partidos y convirtió tres goles.

### Vuelta a All Boys
El 4 de julio de 2013 el nuevo director técnico de All Boys, Julio César Falcioni, fija su mirada en el delantero Mauro Matos y decide tenerlo en cuenta en el equipo y no cederlo a préstamo. 
Para la Fecha 7 del Torneo Inicial 2013 convirtió 3 goles jugando de local ante Quilmes. En diciembre se confirma interés de obtener al jugador de clubes como Gimnasia, San Lorenzo de Almagro y Godoy Cruz, ya que el jugador estaba buscando un cambio de aire. Finalmente, rescindió su contrato.

### San Lorenzo de Almagro
El 4 de febrero de 2014 es transferido a San Lorenzo por $2.800.000 por el 40% de la ficha que era propiedad de All Boys, y firma un contrato por dos años y medio, donde cosechó el mayor logro deportivo de su carrera y de la historia del club, la Copa Libertadores, convirtiendo el gol del empate en el partido de ida en Asunción frente a Nacional, obteniendo también la clasificación al Mundial de Clubes 2014. En diciembre del 2014, San Lorenzo enfrentó al Auckland City. El partido finalizó  el primer tiempo 1-1 con un flojo partido del conjunto de Bauza. Luego Matos entró en el segundo tiempo, en el primer tiempo extra y logra establecer el 2-1 favorable para los de Boedo, dándole más tarde la victoria al Ciclón.

### Newell's Old Boys
A mediados de 2016, San Lorenzo cedió a Matos a préstamo a Newell's Old Boys de Rosario por un año. El 8 de agosto de ese año el delantero atropelló con su auto y mató a un motociclista en una esquina del barrio de Fisherton, en la zona oeste de la ciudad santafesina de Rosario. Este accidente repercutió negativamente en su rendimiento en el club, del que se alejó, interrumpiendo el préstamo, tras haber disputado tan solo seis partidos.

### Gimnasia y Esgrima La Plata
En 2017, se firmó un préstamo por seis meses en Gimnasia de La Plata, con opción a renovarlo por medio año más.

### Atlético Tucumán
El 6 de julio de 2018 se confirma que Matos firma contrato con Atlético Tucumán
Su primer partido oficial en el decano lo jugó ante Huracán de Parque Patricios, entrando por el histórico Pulga Rodriguez y en donde asistió a Leandro Díaz para que liquidara el partido anotando el segundo tanto del partido. Su primer gol lo marco ante su ex-club, Newell's Old Boys, para estampar el empate (1-1) tras un exquisito pase de Guillermo Acosta, el Decano ganaría 2-1 el partido. Contra Tigre realizó una excelente labor en la victoria 3-0 en el cual fue partícipe del primer gol realizando una pared (con taco incluido) para asistir al Bebe Acosta y que este habilitara al Pulga Rodriguez para que abriera el partido. Volvió a anotar frente a San Martín de San Juan anotando el tercer gol luego de una genialidad de Favio Álvarez.
Su tercer gol en el elenco tucumano fue ante Rosario Central por la fecha 12 marcando el empate en la victoria 2-1 de Atlético. Su 4°to gol fue convertido ante su exequipo, Gimnasia y Esgrima de La Plata, anotando de penal y sellando el triunfo 4-1 a favor de Atlético Tucumán en la reanudación del campeonato. Ante Boca Juniors es el encargado de iniciar la jugada que terminaría en el primer gol del Decano en la victoria 2-1.

## Estadísticas
| Club                        | Temporada           | Liga     | Liga  | Copas nacionales | Copas nacionales | Torneos internacionales | Torneos internacionales | Total    | Total |
| Club                        | Temporada           | Partidos | Goles | Partidos         | Goles            | Partidos                | Goles                   | Partidos | Goles |
| --------------------------- | ------------------- | -------- | ----- | ---------------- | ---------------- | ----------------------- | ----------------------- | -------- | ----- |
| J. J. de Urquiza Argentina  | 2006/07             | 37       | 17    | -                | -                | -                       | -                       | 37       | 17    |
| J. J. de Urquiza Argentina  | Total               | 37       | 17    | -                | -                | -                       | -                       | 37       | 17    |
| Deportivo Armenio Argentina | 2007/08             | 38       | 23    | -                | -                | -                       | -                       | 38       | 23    |
| Deportivo Armenio Argentina | Total               | 38       | 23    | -                | -                | -                       | -                       | 38       | 23    |
| Arsenal Argentina           | 2008/09             | 25       | 4     | -                | -                | 2                       | 1                       | 27       | 5     |
| Arsenal Argentina           | 2009                | 6        | 0     | -                | -                | -                       | -                       | 6        | 0     |
| Arsenal Argentina           | Total               | 31       | 4     | -                | -                | 2                       | 1                       | 33       | 5     |
| All Boys Argentina          | 2010                | 20       | 12    | -                | -                | -                       | -                       | 20       | 12    |
| All Boys Argentina          | 2010/11             | 36       | 9     | -                | -                | -                       | -                       | 36       | 9     |
| All Boys Argentina          | 2011/12             | 36       | 13    | -                | -                | -                       | -                       | 36       | 13    |
| All Boys Argentina          | 2012                | 18       | 5     | 1                | 0                | -                       | -                       | 19       | 5     |
| All Boys Argentina          | 2013                | 17       | 9     | -                | -                | -                       | -                       | 17       | 9     |
| All Boys Argentina          | Total               | 127      | 47    | 1                | 0                | -                       | -                       | 128      | 47    |
| San Luis · México           | 2013                | 12       | 3     | 1                | 1                | -                       | -                       | 13       | 4     |
| San Luis · México           | Total               | 12       | 3     | 1                | 1                | -                       | -                       | 13       | 4     |
| San Lorenzo Argentina       | 2013/14             | 15       | 4     | -                | -                | 13                      | 3                       | 28       | 7     |
| San Lorenzo Argentina       | 2014                | 15       | 4     | -                | -                | 2                       | 1                       | 17       | 5     |
| San Lorenzo Argentina       | 2015                | 23       | 7     | 3                | 0                | 8                       | 1                       | 34       | 8     |
| San Lorenzo Argentina       | 2016                | 10       | 1     | -                | -                | 5                       | 0                       | 15       | 1     |
| San Lorenzo Argentina       | Total               | 63       | 16    | 3                | 0                | 28                      | 5                       | 94       | 21    |
| Newell's Argentina          | 2016/17             | 6        | 0     | -                | -                | -                       | -                       | 6        | 0     |
| Newell's Argentina          | Total               | 6        | 0     | -                | -                | -                       | -                       | 6        | 0     |
| Gimnasia LP Argentina       | 2016/17             | 8        | 1     | -                | -                | 2                       | 0                       | 10       | 1     |
| Gimnasia LP Argentina       | Total               | 8        | 1     | -                | -                | 2                       | 0                       | 10       | 1     |
| Chacarita Juniors Argentina | 2017/18             | 17       | 4     | -                | -                | -                       | -                       | 17       | 4     |
| Chacarita Juniors Argentina | Total               | 17       | 4     | -                | -                | -                       | -                       | 17       | 4     |
| Atlético Tucumán Argentina  | 2018/19             | 20       | 4     | 2                | 0                | 3                       | 0                       | 25       | 4     |
| Atlético Tucumán Argentina  | Total               | 20       | 4     | 2                | 0                | 3                       | 0                       | 25       | 4     |
| Barracas Central Argentina  | 2019/20             | 10       | 3     | -                | -                | -                       | -                       | 10       | 3     |
| Barracas Central Argentina  | Total               | 10       | 3     | -                | -                | -                       | -                       | 10       | 3     |
| Total en su carrera         | Total en su carrera | 366      | 121   | 7                | 1                | 35                      | 6                       | 408      | 129   |

## Palmarés

### Campeonatos nacionales
| Título              | Club        | Sede    | Año  |
| ------------------- | ----------- | ------- | ---- |
| Supercopa Argentina | San Lorenzo | Córdoba | 2015 |

### Campeonatos internacionales
| Título            | Club        | Sede         | Año  |
| ----------------- | ----------- | ------------ | ---- |
| Copa Libertadores | San Lorenzo | Buenos Aires | 2014 |